# Brasil en los Juegos Panamericanos
Brasil ha participado continuamente en los Juegos Panamericanos desde su primera realización en 1951. Ha sido dos veces sede de los juegos, en 1963, en São Paulo, y en 2007, en Río de Janeiro. El país está representado en los juegos por el Comité Olímpico Brasileño.

## Juegos Panamericanos

### Medallero
| Sede                  | Oro         | Plata       | Bronce      | Total       | Posición    |
| --------------------- | ----------- | ----------- | ----------- | ----------- | ----------- |
| Buenos Aires 1951     | 5           | 15          | 12          | 32          | 5/21        |
| Ciudad de México 1955 | 2           | 3           | 13          | 18          | 7/21        |
| Chicago 1959          | 8           | 8           | 6           | 22          | 3/25        |
| São Paulo 1963        | 14          | 20          | 18          | 52          | 2/22        |
| Winnipeg 1967         | 11          | 10          | 5           | 26          | 3/29        |
| Cali 1971             | 9           | 7           | 14          | 30          | 4/32        |
| Ciudad de México 1975 | 8           | 13          | 23          | 44          | 5/33        |
| San Juan 1979         | 9           | 13          | 17          | 39          | 5/34        |
| Caracas 1983          | 14          | 20          | 23          | 57          | 4/36        |
| Indianápolis 1987     | 14          | 14          | 33          | 61          | 4/38        |
| La Habana 1991        | 21          | 21          | 37          | 79          | 4/42        |
| Mar del Plata 1995    | 18          | 27          | 37          | 82          | 6/42        |
| Winnipeg 1999         | 25          | 32          | 44          | 101         | 4/42        |
| Santo Domingo 2003    | 29          | 40          | 54          | 123         | 4/42        |
| Río de Janeiro 2007   | 54          | 40          | 67          | 161         | 3/42        |
| Guadalajara 2011      | 48          | 35          | 58          | 141         | 3/42        |
| Toronto 2015          | 42          | 39          | 60          | 141         | 3/41        |
| Lima 2019             | 55          | 45          | 71          | 171         | 2/41        |
| Santiago 2023         | 66          | 73          | 66          | 205         | 2/41        |
| Lima 2027             | Por definir | Por definir | Por definir | Por definir | Por definir |
| Total                 | 449         | 475         | 654         | 1578        | 4/43        |

## Juegos Panamericanos Junior

### Medallero
| Sede            | Oro         | Plata       | Bronce      | Total       | Posición    |
| --------------- | ----------- | ----------- | ----------- | ----------- | ----------- |
| Cali-Valle 2021 | 59          | 49          | 56          | 164         | 1/41        |
| Asunción 2025   | Por definir | Por definir | Por definir | Por definir | Por definir |
| Total           | 59          | 49          | 56          | 164         | 1/41        |